# Três Graças (telenovela)
Três Graças é uma futura telenovela brasileira produzida pela TV Globo com previsão de estreia para 20 de outubro de 2025. Substituirá Vale Tudo, sendo a 25.ª "novela das nove" da emissora.
Criada e escrita por Aguinaldo Silva, com colaboração de Patrícia Moretzsohn, Marcia Prates, Eliane Garcia, Cláudia Gomes, Virgílio Silva e Zé Dassilva, contará com a direção de Ana Paula Guimarães, Felipe Herzog, Emer Lavinni e Naína de Paula. A direção geral é de Luis Felipe Sá e a direção artística é de Luiz Henrique Rios.
Contará com Sophie Charlotte, Dira Paes, Alana Cabral, Murilo Benício, Grazi Massafera, Romulo Estrela, Arlete Salles e Miguel Falabella.

## Enredo
Gerluce (Sophie Charlotte), Lígia (Dira Paes) e Joélly (Alana Cabral), três mulheres de diferentes gerações da mesma família cujas vidas são marcadas por um ponto em comum: todas enfrentaram uma gravidez na adolescência e foram abandonadas por seus respectivos companheiros. Moradoras da comunidade periférica da Chacrinha, em São Paulo, Gerluce foi criada pela mãe após ser abandonada pelo seu pai, Joaquim (Marcos Palmeira), e na juventude, enfrentou o mesmo destino com a chegada de Joélly na fase em que se preparava para entrar na faculdade. Determinada e batalhadora, Gerluce vive uma rotina intensa, que se resume ao trabalho, aos cuidados com a mãe doente e a proteger a filha, onde seu maior objetivo é proporcionar uma vida diferente e um futuro promissor para a jovem. Mas, quando Joélly engravida precocemente, Gerluce fará de tudo para impedir que a filha abra mão de seus sonhos e ambições, assim como ela e a mãe foram obrigadas a fazer. Além disso, Gerluce ainda enfrenta conflitos amorosos, como o término com Gilmar (Amaury Lorenzo), um homem casado que a enganava, e as investidas de Bagdá (Xamã), um poderoso traficante da comunidade, apaixonado por ela.
Gerluce vê sua vida tomar um rumo inesperado quando descobre que os medicamentos usados por Lígia — fornecidos pela Farmácia Social — podem ser ineficazes ou falsificados. A matriarca toma os remédios rigorosamente, mas seu estado de saúde só piora, e um exame de rotina revela a ausência de qualquer vestígio das substâncias no sangue. Indignada, Gerluce e sua melhor amiga, a farmacêutica Viviane (Gabriela Loran), iniciam uma investigação por conta própria — e se deparam com um possível esquema de fraude encabeçado por figuras poderosas, como a socialite Arminda (Grazi Massafera), patroa de Gerluce, e seu aliado e amante, Santiago Ferretti (Murilo Benício), um empresário e político influente casado com Zenilda (Andréia Horta), que juntos possuem dois filhos, a idealista Lorena (Alanis Guillen) e o mimado Léo (Pedro Novaes). Cruel e corrupto, Ferretti construiu uma imagem pública de filantropo e defensor dos mais vulneráveis. À frente da Fundação Ferretti — uma organização que recebe verbas públicas para adquirir e distribuir medicamentos de alto custo à população carente — ele posa como benfeitor e exemplo de responsabilidade social. No entanto, por trás dessa fachada altruísta, opera um esquema criminoso e altamente lucrativo de falsificação de remédios, colocando em risco a saúde de milhares de pessoas enquanto enriquece às custas do sofrimento alheio. Já Arminda é uma mulher elegante, rica e aparentemente refinada que, por trás das boas maneiras, esconde sua verdadeira natureza: cruel, perversa, autoritária, prepotente e absolutamente desprovida de empatia. Esposa de Rogério (Eduardo Moscovis), sócio de Ferretti e cujo sumiço segue em circunstâncias desconhecidas, Arminda só se importa com prazer, status e poder, e não hesita em humilhar seu filho adolescente, Raul (Paulo Mendes), e desprezar sua mãe idosa, Josefa (Arlete Salles), uma mulher com problemas neurológicos que segue sob os cuidados de Gerluce.
O dilema se intensifica quando Gerluce e Viviane percebem que, sem provas concretas, qualquer denúncia pode ser fatal. Ainda assim, Gerluce está decidida: não vai descansar enquanto não proteger sua mãe e os outros moradores da comunidade. Ao encontrar uma grande quantia de dinheiro escondida em uma estátua na mansão de Arminda, Gerluce se vê diante de uma encruzilhada ética, onde seu profundo senso de justiça entra em conflito com os caminhos ilegais que surgem como atalhos tentadores diante das dificuldades que enfrenta. Dividida entre proteger sua família, lutar por dignidade e não repetir os erros do passado, ela precisa decidir até onde está disposta a ir — e o que está disposta a sacrificar — para manter seus valores intactos em meio à dureza da realidade.

## Elenco
| Intérprete            | Personagem                   |
| --------------------- | ---------------------------- |
| Sophie Charlotte      | Gerluce Maria das Graças     |
| Dira Paes             | Lígia Maria das Graças       |
| Alana Cabral          | Joélly Maria das Graças      |
| Murilo Benício        | Santiago Ferretti (Ferretti) |
| Grazi Massafera       | Arminda Melo Dantas          |
| Romulo Estrela        | Paulo Ruiz (Paulinho)        |
| Arlete Salles         | Josefa Melo Dantas           |
| Miguel Falabella      | Kasper Damatta               |
| Andréia Horta         | Zenilda Ferretti             |
| Fernanda Vasconcellos | Samira Veiga                 |
| Marcos Palmeira       | Joaquim Monteiro             |
| Carla Marins          | Xênica                       |
| Túlio Starling        | Dr. José Maria               |
| Paulo Mendes          | Raul Melo Dantas             |
| Daphne Bozaski        | Lucélia Damatta (Lucy)       |
| Mell Muzzillo         | Maggye Damatta               |
| Samuel de Assis       | João Rubens                  |
| Gabriela Loran        | Viviane Martins              |
| Pedro Novaes          | Leonardo Ferretti (Léo)      |
| Alanis Guillen        | Lorena Ferretti              |
| Barbara Reis          | Helena (Lena)                |
| Leandro Lima          | Herculano                    |
| Enrique Díaz          | Albérico                     |
| Juliano Cazarré       | Jorge (Jorginho)             |
| Amaury Lorenzo        | Gilmar                       |
| Xamã                  | Bagdá                        |
| André Mattos          | Delegado Jairo Barroso       |
| Gabriela Medvedovski  | Eduarda Fragoso (Juquinha)   |
| Juliana Alves         | Alaíde                       |
| Augusto Madeira       | Rivaldo                      |
| Julio Rocha           | Edilberto                    |
| Guthierry Sotero      | Júnior                       |
| Rodrigo García        | Macedo                       |
| Nataly Rocha          | Kátia                        |
| Pedro Ogata           | Luciano                      |
| Luiza Rosa            | Kellen Cristina              |
| Marcelo Escorel       | Vicente                      |
| Glaura Lacerda        | Gisleyne                     |
| Luciana Paes          | A definir                    |
| Otávio Müller         | A definir                    |
| Rejane Faria          | A definir                    |
| Adriano Toloza        | A definir                    |
| Lucas Righi           | A definir                    |
| Vinicius Teixeira     | A definir                    |
| Lorrana Mousinho      | A definir                    |
| Tomás Vasconcelos     | A definir                    |

### Participações especiais
| Intérprete       | Personagem                                    |
| ---------------- | --------------------------------------------- |
| Eduardo Moscovis | Rogério                                       |
| Belo             | Misael                                        |
| Alexandre Nero   | Comendador José Alfredo Medeiros (Zé Alfredo) |

## Produção

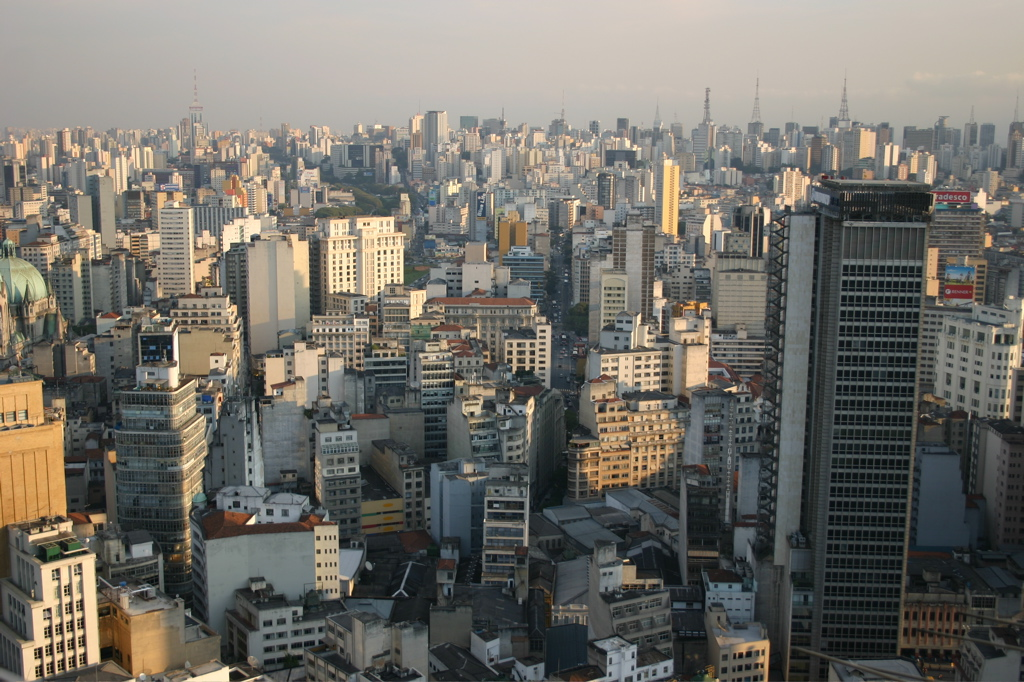
Com o objetivo de reconquistar a audiência do público paulistano e trazer uma atmosfera mais urbana e contemporânea, a ambientação da trama foi transferida para São Paulo.

Depois do desempenho abaixo das expectativas de sua última trama, O Sétimo Guardião (2018–19), que enfrentou diversas controvérsias em sua produção e exibição — além de ter sido um grande fracasso em termos de audiência e ter recebido críticas negativas do público e da mídia especializada — Aguinaldo Silva foi dispensado da TV Globo em janeiro de 2020, após quarenta anos de parceria, onde escreveu diversos trabalhos de grande êxito na emissora como Partido Alto (1984), Roque Santeiro (1985–86), O Outro (1987), Vale Tudo (1988–89), Tieta (1989–90), Pedra sobre Pedra (1992), Fera Ferida (1993–94), A Indomada (1997), Suave Veneno (1999), Porto dos Milagres (2001), Senhora do Destino (2004–05), Duas Caras (2007–08), Fina Estampa (2011–12) e Império (2014–15). Inicialmente, havia sido divulgado pela imprensa que Silva chegou a entregar a sinopse de Três Graças para a direção de teledramaturgia da emissora antes de sua saída, porém, a sinopse foi apresentada à emissora por meio de seu agente e produtor, Guto Colunga, diretor executivo da Diosual Entretenimento, produtora de conteúdo e distribuição de projetos da qual Silva faz parte desde 2020.
Em julho de 2024, durante entrevista à revista Veja, Silva desmentiu a notícia publicada em fevereiro do mesmo pelo portal F5, da Folha de S.Paulo, que alegava que a TV Globo havia desistido de produzir uma novela inédita deixada por ele na emissora, referindo-se a Três Graças. O autor reafirmou que essa versão não era verdadeira e esclareceu que a sinopse chegou à emissora por intermédio de seu agente, e que não havia sido escrita enquanto ainda estava contratado. Em outubro, a sinopse foi aprovada pela direção de teledramaturgia e Silva negociou um novo contrato com a TV Globo, o que marcaria seu retorno ao canal após quatro anos, onde o texto também foi negociado entre a emissora e a Diosual Entretenimento. De acordo com o autor, em entrevista ao jornal O Globo, a sinopse de Três Graças surgiu originalmente em formato de minissérie, onde a trama principal seria centrada no roubo de um cofre, no entanto, ele identificou o potencial de transformá-la em uma telenovela. Na mesma entrevista, Silva declarou que a inspiração para a trama principal das três protagonistas — que passaram por uma gravidez na adolescência — surgiu durante uma pesquisa de campo realizada na Maternidade Leila Diniz, na Barra da Tijuca, no Rio de Janeiro, onde contou que ficou profundamente impactado ao ver uma fila de adolescentes grávidas, muitas com menos de 18 anos. Inicialmente, Três Graças seria ambientada no Rio de Janeiro, cenário recorrente em obras anteriores de Silva, e parte da trama seria ambientada na fictícia comunidade da Portelinha, um dos cenários principais de Duas Caras. No entanto, com o objetivo de reconquistar a audiência do público paulistano, que tem se mostrado mais distante das novelas das nove nos últimos anos, a emissora decidiu transferir a ambientação da trama para São Paulo, onde a fictícia comunidade da Chacrinha foi criada especialmente para servir de ambientação na trama. Para assinar a autoria dos roteiros, Virgílio Silva foi escolhido depois de trabalhar com o autor anteriormente em O Sétimo Guardião, onde colaborou no roteiro dos primeiros 30 capítulos da trama, enquanto Patrícia Moretzsohn, Marcia Prates, Eliane Garcia e Zé Dassilva se juntaram à equipe posteriormente, com Prates, Garcia e Dassilva trazendo experiência recente de Mania de Você (2024–25). Luiz Henrique Rios, que trabalhou anteriormente na direção artística de Terra e Paixão (2023–24), foi confirmado como diretor da trama, repetindo a parceria com o autor desde A Indomada.
Três Graças estava prevista para estrear apenas no primeiro semestre de 2026, substituindo Rosa dos Ventos, de Gloria Perez — que, originalmente, substituiria o reboot de Vale Tudo (2025). No entanto, em 10 de fevereiro de 2025, a TV Globo decide adiar a novela de Perez e inverte a ordem com Três Graças, que passa para outubro de 2025 e sendo confirmada como a sucessora de Vale Tudo. Por fim, a trama de Perez acabaria sendo cancelada por abordar temas sensíveis como aborto e corrupção e no caso do último, a emissora optou por evitar tocar em temas políticos devido ao período eleitoral em 2026, motivo semelhante ao ocorrido com Conta Comigo, de Mauro Wilson, que estrearia no primeiro semestre de 2024 no horário das sete e iria substituir Fuzuê (2023–24). Em relação ao primeiro tema, o mesmo não seguia as novas normas de conduta da emissora.
Prevista inicialmente para ter 197 capítulos, a novela acabou sendo encurtada para 179. A ideia da Globo é evitar um possível cansaço com novelas mais longas para se adequar ao atual gosto do público, que tem priorizado produtos mais curtos nos últimos anos. Outro fator foi para evitar que a sua substituta, sob título provisório Quem Ama Cuida, escrita por Walcyr Carrasco, estreasse na semana da Copa do Mundo de 2026, pois muitas partidas seriam transmitidas em horário noturno.

### Escolha do elenco
Sophie Charlotte e Dira Paes foram os primeiros nomes confirmados no elenco interpretando as protagonistas Gerluce e Lígia, respectivamente, retomando a parceria com Aguinaldo Silva desde Fina Estampa (2011–12). Fechando o trio de protagonistas, Alana Cabral foi escolhida para fazer a mocinha Joélly, marcando sua primeira protagonista na carreira e sua estreia na faixa das nove após suas participações na série Assédio (2018) e nas telenovelas Verão 90 (2019), Nos Tempos do Imperador (2021–22) e Guerreiros do Sol (2025). Inicialmente, surgiu na imprensa que José Mayer havia sido convidado para interpretar um papel de destaque na trama, onde repetiria a parceira com o autor após diversos trabalhos anteriores como Tieta (1989–90), A Indomada (1997), Senhora do Destino (2004–05), Fina Estampa e Império (2014–15). No entanto, Mayer — que está afastado das telenovelas após ter sido acusado de assédio sexual por uma figurinista durante os bastidores de A Lei do Amor (2016–17) — negou publicamente que recebeu qualquer convite para retornar às telenovelas, informação esta confirmada pelo próprio Silva. Também surgiram rumores de que Regina Duarte — cuja sua última trama no horário das nove foi uma participação especial em A Lei do Amor e seu último trabalho fixo na televisão foi em Tempo de Amar (2017–18) — estava cotada para integrar o elenco, trabalho que marcaria seu retorno a atuação desde quando a atriz foi dispensada da emissora ao aceitar o cargo de Secretária Especial da Cultura no governo do 38º presidente do Brasil, Jair Bolsonaro. No entanto, a atriz, em entrevista ao Conversa com Bial no episódio do dia 21 de abril de 2025, declarou que não pretendia mais fazer telenovelas, confirmando a sua aposentadoria.
Romulo Estrela, Grazi Massafera e Murilo Benício — que estavam escalados para o elenco de Rosa dos Ventos, trama cancelada de Gloria Perez, que iria substituir Vale Tudo — foram reaproveitados para compor o elenco de Três Graças, com Massafera e Benício escalados para interpretarem os antagonistas Arminda e Ferretti, respectivamente, enquanto Estrela foi escalado para interpretar Paulo, o protagonista masculino da trama, onde formará par romântico com Charlotte. Massafera retorna ao horário nobre desde sua participação especial em Travessia (2022–23) e em um papel fixo desde O Outro Lado do Paraíso (2017–18), marcando também sua primeira antagonista de grande impacto na carreira. Benício retorna às telenovelas desde Pantanal (2022), onde, anteriormente, o mesmo já foi cotado para participar de Mania de Você (2024–25) — chegando a acertar a sua participação, mas desistiu posteriormente —, e Vale Tudo (2025). Estrela também retorna às telenovelas desde Travessia, marcando sua segunda telenovela no horário nobre e seu segundo protagonismo. Antes da confirmação de Massafera como Arminda, Marjorie Estiano e Giovanna Antonelli — que também estava reservada para o elenco de Rosa dos Ventos — foram cotadas pela produção, no entanto, Estiano acabou recusando o convite por incompatibilidade de agenda, enquanto Antonelli foi descartada sem explicações — assim como Sheron Menezzes, que também estava cotada para integrar a trama, mas acabou não sendo oficializada. Para interpretar a esposa de Ferretti, Zenilda, Alinne Moraes foi convidada pelo próprio autor para interpretar a personagem, como revelou a mesma em entrevista ao jornal Extra durante a divulgação de Guerreiros do Sol, porém, a atriz optou por recusar o convite, alegando que queria passar mais tempo com sua família, e Andréia Horta foi escalada para o papel, marcando seu retorno às telenovelas e ao horário nobre desde Um Lugar ao Sol (2021–22).
A atriz transgênero Gabriela Loran foi escalada para interpretar Viviane, uma personagem trans de importância na trama, marcando seu retorno às novelas após participações em Cara e Coragem (2022–23) e Renascer (2024). A influenciadora trans e ex-BBB Ariadna Arantes participou das seletivas e por pouco não interpretou a personagem. Barbara Reis foi outro nome confirmado na trama, emendando mais um título no horário nobre desde Terra e Paixão (2023–24). Arlete Salles, uma das destaques em Família É Tudo (2024), foi confirmada no papel de Josefa, mãe da vilã Arminda e uma das antagonistas da trama, retornando à faixa desde Segundo Sol (2018) e a parceria com Silva em trabalhos anteriores como Tieta, Pedra Sobre Pedra, Porto dos Milagres (2001) e Fina Estampa. Guthierry Sotero, um dos destaques de Vai na Fé (2023) e No Rancho Fundo (2024), foi escalado para interpretar Júnior, marcando a sua estreia no horário nobre. Samuel de Assis foi convidado a integrar o elenco, emendando mais um papel no horário nobre depois de Mania de Você, assim como Luiza Rosa e Mell Muzzillo. A primeira estreia em telenovelas no horário nobre após Guerreiros do Sol, enquanto que a segunda volta ao gênero após se destacar em Renascer. Leandro Lima também foi convidado para compor o elenco, emendando mais uma novela na faixa após uma participação especial em Vale Tudo. Daphne Bozaski foi escalada para interpretar Lucy, uma personagem de caráter duvidoso, marcando sua estreia no horário nobre e a sua primeira antagonista na carreira.
Eduardo Moscovis foi convidado para integrar o elenco da trama, onde repetiria sua parceria com Silva desde Pedra sobre Pedra (1992), Senhora do Destino e O Sétimo Guardião (2018–19), porém o ator precisou recusar o convite para focar em seus trabalhos no teatro, contudo o ator aceitou um novo papel oferecido a ele, que entraria no decorrer da trama, sem interferir em seus compromissos anteriores. Inicialmente, surgiu na imprensa a notícia de que Viviane Araújo, que já trabalhou com Silva anteriormente em Império e O Sétimo Guardião, havia sido escalada para interpretar a irmã de Lígia (Dira Paes). No entanto, após a confirmação do cantor Belo no elenco — que fará sua estreia nas telenovelas após já ter participado em alguns humorísticos e novelas como ele mesmo, além de ter a sua primeira experiência como ator em uma participação na terceira temporada de Arcanjo Renegado (2020–presente) — Araújo teria sido "descartada" do elenco para evitar possíveis conflitos nos bastidores, já que eles mantém uma relação conturbada após o fim do casamento. No entanto, a notícia foi desmentida por Silva, que afirmou que não escreveu nenhuma personagem para Araújo interpretar, e após a escalação de Belo, as conversas sobre uma possível escalação da atriz foram cortadas da direção, uma vez que a emissora quer evitar novas tensões após o episódio entre Bella Campos e Cauã Reymond nos bastidores de Vale Tudo.
Três Graças marcou o retorno de Carla Marins às telenovelas, interpretando uma das antagonistas da trama, retornando à emissora após doze anos. Sua última participação no horário nobre foi em Porto dos Milagres, enquanto seu último trabalho na emissora foi em Malhação: Intensa Como a Vida (2012–13) e sua última participação em uma telenovela como personagem fixa foi em Morde & Assopra (2011). Também marca o retorno de Miguel Falabella ao gênero desde Aquele Beijo (2011–12), onde fez uma participação especial, além de ter sido o autor principal da trama, e volta a ter um papel fixo desde Agora É Que São Elas (2003) e ao horário nobre desde a participação especial em Tieta e um papel fixo desde O Outro (1987). Após Aquele Beijo, Falabella passou a se dedicar exclusivamente aos projetos humorísticos da Globo e aos últimos anos do Vídeo Show. A trama também marca o retorno de Fernanda Vasconcellos e Julio Rocha às telenovelas, com a primeira ausente do gênero desde Haja Coração (2016), enquanto sua última trama no horário nobre foi Páginas da Vida (2006–07); enquanto o segundo estava ausente do gênero desde Amor à Vida (2013–14), quando passou a se dedicar ao teatro e aos trabalhos como apresentador e influenciador digital.
Outros nomes anunciados foram de Alanis Guillen, Pedro Novaes, Juliano Cazarré, Adriano Toloza, Tomás Vasconcelos, Paulo Mendes, Rejane Faria, Xamã, Enrique Díaz, Rodrigo García, Otávio Müller, Amaury Lorenzo, Nataly Rocha, André Mattos e Marcos Palmeira, com a primeira emendando mais um trabalho após Mania de Você, o segundo estreia no horário nobre após se destacar como o protagonista de Garota do Momento (2024–25), e o terceiro emenda mais um trabalho após Volta por Cima (2024–25), além de retornar ao horário nobre desde Pantanal. Toloza retorna ao horário nobre após participar de Verdades Secretas (2015), Vasconcelos faz a sua estreia em telenovelas, Mendes emplaca mais um trabalho após Mania de Você e Faria emenda mais um trabalho após a participação especial em Vale Tudo. Já Xamã retoma a parceria com Charlotte, assim como Palmeira, uma vez que o trio esteve presente em Renascer.
Díaz emenda mais uma novela na Globo após terem um papel de destaque em Volta Por Cima, García também emendará a novela após uma participação especial em Volta Por Cima e Müller volta ao horário nobre e as novelas desde Um Lugar ao Sol. A novela também marcou o retorno de Rocha ao gênero desde Amor à Vida, quando passou a se dedicar exclusivamente ao teatro e em projetos digitais. Lorenzo emenda mais um papel no horário das nove desde Terra e Paixão (2023–24) após ter se destacado em Volta por Cima. Mattos retorna à Globo após 21 anos desde Senhora do Destino, seu último trabalho na emissora até então. Nataly emenda a novela após uma participação especial em Vale Tudo. Alexandre Nero foi confirmado para reviver o Comendador José Alfredo, de Império, em uma participação especial durante alguns capítulos.
Alguns nomes chegaram a ser cogitados para o elenco, mas as negociações não chegaram a avançar ou sequer iniciaram, como são os casos de Susana Vieira, Betty Faria, Cássia Kis, Marina Ruy Barbosa, Juliana Paes, Giovanna Antonelli, Vera Fischer, Vanessa Giácomo, Alinne Moraes, Sheron Menezzes, Leonardo Vieira, Emilio Dantas, Marco Pigossi, Milhem Cortaz, Mel Maia, Renata Sorrah e Marjorie Estiano. No caso de Giácomo, um convite seria inviável pelo fato desta estar gravando naquele mesmo período a telenovela Vitória, da SIC, em Portugal. Outro nome desejado foi o de Leandro Hassum, ausente do gênero desde Geração Brasil (2014), mas as negociações não avançaram por conta dos compromissos do ator no exterior.

### Gravações
As gravações iniciaram no dia 7 de julho de 2025. As locações na cidade de São Paulo escolhidas foram o bairro da Brasilândia, na zona norte da cidade, onde estava localizada a fictícia comunidade da Chacrinha, o Terminal Bandeira na região central da cidade e o EZ Tower no bairro da Chácara Santo Antônio, na região sul paulistana.